# David Zed
David Zed, aussi surnommé Mr. Zed, de son vrai nom David Kirk Traylor (né le 28 octobre 1960 à Indianapolis) est un chanteur, comédien et mime américain.

## Biographie
Traylor est le troisième d'une fratrie de quatre enfants. À l'âge de cinq ans, il apparait dans une émission de télévision locale appelée Frank Edwards Presents. À l'âge de sept ans, il participe au Royal Danish Ballet en tant que « jouet mécanique ». Peu après, sa famille déménage à Atlanta, où il étudie l'art dramatique et le scénario à l'Actors and Writers Workshop de Walter Roberts, le père d'Eric et Julia Roberts. La famille s'installe ensuite à Philadelphie, où Traylor fait ses premières expériences avec des textes de William Shakespeare. Il se passionne très tôt pour la comédie et, tout en étudiant les médias à l'université, il se produit le reste du temps sur de petites scènes locales. C'est là qu'il développe sa représentation pantomime d'un androïde. Il imite les mouvements de créatures humanoïdes similaires, existantes ou fictives, telles que les mouvements de pieds glissants pour simuler un glissement « roulant » vers l'avant, les mouvements rythmiques des membres et la rotation saccadée et mécanique de la tête.
Un tournant dans sa vie se produit lorsqu'il obtient une bourse d'études à l'étranger pour Rome. Là aussi, il gagne de quoi vivre en donnant de petits concerts sur la Piazza Navona et en travaillant comme DJ pour une station de radio romaine (Radio Daily American). A la fin de ses études, il est invité par un petit label discographique à participer à une tournée de spectacles en Italie. C'est à cette occasion qu'il est remarqué par la major EMI, qui le prend sous contrat. Parallèlement, il est co-présentateur avec Stefania Rotolo de l'émission de divertissement Tilt, diffusée de 1979 à 1980 sur Rai 1. En 1980, il est invité au festival de Sanremo où il joue la chanson disco R.O.B.O.T., qui a atteint la huitième place du hit-parade italien,, puis il est co-présentateur de l'émission de midi Pronto, Raffaella ? (1983-1985) de la chanteuse Raffaella Carrà, pour lequel il écrit également ses propres sketches. Il y apparaissait déjà souvent dans son costume d'homme bleu acier brillant, si caractéristique par la suite. Il fait également des apparitions en Allemagne, notamment le 12 octobre 1993 dans l'émission Gottschalk Late Night.
En 1989, Traylor retourne aux États-Unis et travaille dans le club de comédie The Comedy Store à Hollywood et plus tard à Las Vegas. Il apparaît également dans plusieurs émissions de télévision américaines, notamment The Tonight Show en 1993. En 1991, il épouse sa petite amie italienne. Lors du séisme de Northridge en 1994, le couple échappe de peu à la catastrophe. En juin 1994, il retourne en Italie pour produire sa propre émission de télévision, mais dans sa langue maternelle. L'émission est diffusée dans 35 pays pour le compte d'un fournisseur international de télévision par satellite (Orbit Communications Company, plus tard Orbit Showtime Network). Le Mr. Zed Show est diffusé avec grand succès pendant cinq ans au total, et devient la première émission à être enregistrée exclusivement en numérique. En novembre 1994, Zed apparaît en direct dans l'émission de télévision japonaise Zakubaran (NHK), suivi peu après par le Jack Dee Show de Londres.
En 2003, il reçoit le Most Unique Performer Award au Tokyo International Comedy Festival. Il écrit des scénarios et fait de petites apparitions dans de nombreuses séries télévisées. En 2016, il tient des rôles secondaires dans les films Blood on Méliès' Moon et Bienvenue en Sicile. Depuis 2021, il participe au soap opera italien Un posto al sole. En 2019, il participe à l'émission de talents Bring the Funny sur la NBC. Cette émission permet aux participants d'être sélectionnés pour l'émission suivante. Traylor, alias Mr. Zed, est cependant éliminé dès le premier épisode, mais il apparait une nouvelle fois en finale. Auparavant, le 15 juin 2019, il apparait dans le Tonight Show (ici avec le présentateur Jimmy Fallon) pour une promotion de cette émission.
Traylor vit à Rome avec sa femme italienne et ses filles Sara (née en 1994) et Marina (née en 1997).

## Filmographie

### Cinéma
- Pardon, vous êtes normal ?, réalisé par Umberto Lenzi (1979)
- Conqueror, réalisé par Avi Nesher (1984)
- The Clan, réalisé par Christian De Sica (2005)
- Un'estate al mare, réalisé par Carlo Vanzina (2008)
- 6 giorni sulla Terra, réalisé par Varo Venturi (2011)
- Un matrimonio da favola, réalisé par Carlo Vanzina (2014)
- Blood on Méliès' Moon, réalisé par Luigi Cozzi (2016)
- Ciao Brother, réalisé par Nicola Barnaba (2016)
- Bienvenue en Sicile, réalisé par Pif (2016)
- Mister Felicità, réalisé par Alessandro Siani (2017)
- La battaglia di Roma 1849, réalisé par Luigi Cozzi (2020)

### Télévision
- Tilt, réalisé par Valerio Lazarov – programme TV (1979)
- Pronto Raffaella?, réalisé par Gianni Boncompagni – programme télévisé (1983-1985)
- Mio figlio non sa leggere, réalisé par Franco Giraldi – mini-série (1984)
- Stazione di servizio – série télévisée, 1 épisode (1989)
- Giovanni Paolo II, réalisé par John Kent Harrison – mini-série (2005)
- I Cesaroni – série télévisée, épisode 1x20 (2006)
- Vivere – série télévisée, 11 épisodes (2007-2008)
- Coco Chanel, réalisé par Christian Duguay – mini-série (2008)
- Enrico Mattei - L'uomo che guardava al futuro, réalisé par Giorgio Capitani – mini-série (2009)
- Negli occhi dell'assassino, réalisé par Edoardo Margheriti – film TV (2009)
- Capri – série télévisée, 13 épisodes (2010)
- Caruso, la voce dell'amore, réalisé par Stefano Reali – mini-série (2012)
- Volare - La grande storia di Domenico Modugno, réalisé par Riccardo Milani – mini-série (2013)
- Un posto al sole – série télévisée (depuis 2021)

## Discographie

### Singles
- 1980 : I'm a Robot (Banana Records)
- 1980 : R.O.B.O.T. (EMI Italiana)
- 1980 : Balla Robot (Banana Records)
- 1986 : Witch Doctor/U-I-U-A-A (G & G Records)